# Graf-Überacker-Palais

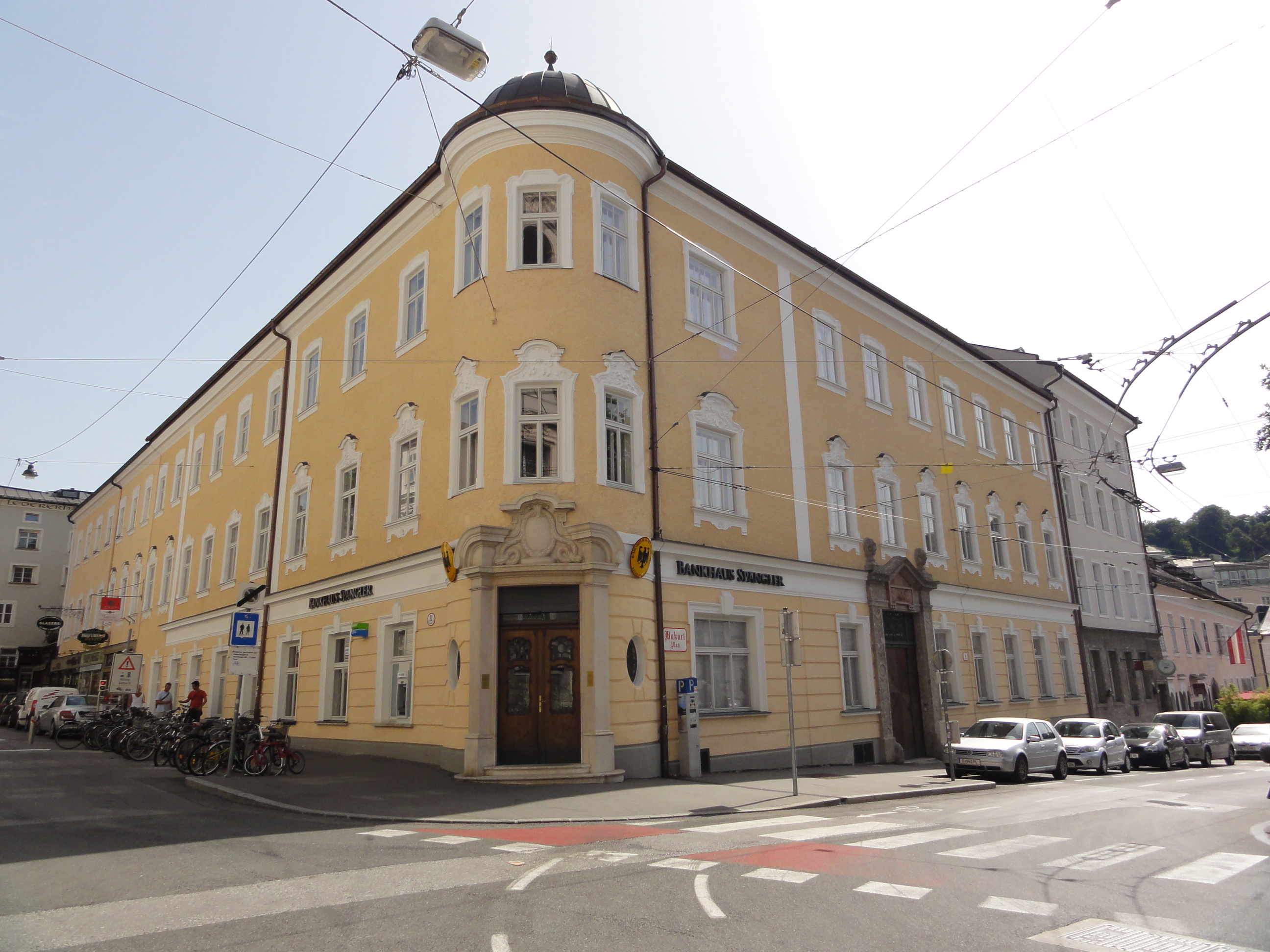
Graf-Überacker-Palais, links Dreifaltigkeitsgasse, rechts Makartplatz

Das Graf-Überacker-Palais steht in der Dreifaltigkeitsgasse 9 und 11 Ecke Makartplatz 6 in der österreichischen Landeshauptstadt Salzburg. Das barocke Gebäude steht unter Denkmalschutz (Listeneintrag).

## Geschichte
Urkundlich wurde 1601 ein Neugebäude der Gräfin Maria Katharina Kuen negst ausser St. Andre Pogn an der Mirabellstraßen genannt. 1723 kaufte Wolf Maximilian Graf Überacker das Gebäude und baute es zu einem Adelspalast aus. 1912, beim Umbau des Hauses nach den Plänen des Architekten Bruno Grüner blieb die barocke Fassade weitgehend erhalten. Das heutige Barockportal am Makartplatz mit seiner schmiedeeisernen Oberlichte kam 1912 an seinen heutigen Platz.
Bis 2011 war im Gebäude ein Postamt untergebracht. Heute nutzt unter anderem das Konsulat der Bundesrepublik Deutschland das Gebäude.

## Architektur
Die dreigeschoßige Fassade zeigt sich im Erdgeschoß genutet und mit neobarocken Fensterumrahmungen. Das mittige Portal zum Makartplatz ist aus dem 18. Jahrhundert.